# Pentyrch
Pentyrch est une communauté de la cité et comté de Cardiff, au pays de Galles.
Administrée par un conseil de communauté et située au nord-ouest du centre-ville de Cardiff, elle est bordée par la Taf, qui la sépare de Taff’s Well (Rhondda Cynon Taf). Selon le recensement de 2011, la communauté compte 6 101 habitants.

## Géographie
La section électorale de Pentyrch sert de circonscription d’élection à un membre du conseil de Cardiff à partir de 1995.

## Démographie
La communauté compte 6 101 habitants selon le recensement de 2011.

### Sources
- (en) Cet article est partiellement ou en totalité issu de l’article de Wikipédia en anglais intitulé « Pentyrch » (voir la liste des auteurs).

1. ↑  « Pentyrch Parish: Local Area Report », sur le site de Nominis (données du recensement de 2011) [lire en ligne].